# Duitse militaire begraafplaats in Ormont
De Duitse militaire begraafplaats in Ormont is een militaire begraafplaats in Rijnland-Palts, Duitsland. Op de begraafplaats liggen omgekomen Duitse militairen uit de Tweede Wereldoorlog.

## Begraafplaats
Op de begraafplaats rusten 388 Duitse militairen. Allen kwamen in januari 1945 tijdens het Ardennenoffensief om het leven.